# Kirchberg TG
| TG ist das Kürzel für den Kanton Thurgau in der Schweiz. Es wird verwendet, um Verwechslungen mit anderen Einträgen des Namens Kirchberg zu vermeiden. |

Kirchberg (auch Chirchberg oder Chilperg) ist ein Weiler in der politischen Gemeinde Thundorf im Schweizer Kanton Thurgau. Er liegt nordwestlich von Thundorf am Südhang des Wellenbergs auf 600 m ü. M.
Kern der Siedlung ist die Kirche St. Petri, die 1275 erstmals erwähnt wird. Der heutige Bau geht in seinen ältesten Teilen auf das Jahr 1484 zurück, der Turm wurde 1519 gebaut und 1702 zur jetzigen Höhe aufgestockt. Ein noch 1695 bezeugter Dachreiter ist nicht mehr erhalten. Das Turmdach hat eine steile Käsbissenform, das darunterliegende Geläut besteht aus fünf Glocken, von denen die neuste im Jahr 1954 eingebaut wurde, wogegen die andern vier auf das 16./17. Jahrhundert zurückgehen. Das Kirchenschiff wurde 1673 und nochmals 1746 nach Westen verlängert. Der Innenraum erhielt 1840 seine heutige klassizistische Gestalt und wurde 1908 anlässlich einer Renovation nur leicht verändert; die Orgel mit neun Registern stammt aus dem Jahr 1925.